# Alchemilla anisiaca
Alchemilla anisiaca es una especie de planta del género Alchemilla, perteneciente a la familia Rosaceae.

## Taxonomía
Alchemilla anisiaca fue descrita por Wettst. en 1892.

## Distribución
Se encuentra en el territorio de Austria.